# Rock in Rio USA
Rock in Rio USA foi um festival de musica realizado em Las Vegas, nos Estados Unidos, em 2015. Esta foi a primeira edição do Rock In Rio nos Estados Unidos, tendo ocorrido nos dias 8, 9, 15 e 16 de maio, no Las Vegas Festival Grounds - um local para eventos construído no Las Vegas Strip, desenvolvido em cooperação com os organizadores do festival. Ele apresentava estrutura e formato semelhantes ao seu homólogo brasileiro, e contou com cerca de 120 artistas em sua primeira e única edição.
De acordo com os termos do contrato dos organizadores com o local, o festival deveria ser realizado quadrienalmente a partir de 2015 até, pelo menos, 2019. A primeira edição foi realizada em dois fins de semana de dois dias cada, e deveria ser expandido a um formato de dois fins de semana com três dias cada, durante as edições subsequentes. No entanto, após o comparecimento do publico e o faturamento da edição de 2015 terem sido abaixo das expectativas, o futuro do evento foi posto em dúvida, e não houve quaisquer anúncios públicos para uma edição em 2017.
Grandes nomes da musica participaram do evento, tais como: No Doubt, Metallica, Taylor Swift, Bruno Mars, Linkin Park, Maná, Ed Sheeran, Rise Against, Deftones, John Legend, Sepultura, Joss Stone, Coheed and Cambria, entre outros.

## Atrações

### 2015
| 8 de maio de 2015 (sexta-feira) | 8 de maio de 2015 (sexta-feira)  | 8 de maio de 2015 (sexta-feira) | 8 de maio de 2015 (sexta-feira) |
| Palco Principal                 | Palco Mercedes-Benz Evolution    | Palco EDM                       |                                 |
| ------------------------------- | -------------------------------- | ------------------------------- | ------------------------------- |
| No Doubt                        | Foster the People                | AN21                            |                                 |
| Maná                            | Gary Clark Jr.                   | Ftampa                          |                                 |
| The Pretty Reckless             | Theophilus London                | Wax Motif                       |                                 |
| Smallpools                      | Saints of Valory                 | MVTH                            |                                 |
| 9 de maio de 2015 (sábado)      |                                  |                                 |                                 |
| Palco Principal                 | Palco Mercedes-Benz Evolution    | Palco EDM                       |                                 |
| Metallica                       | Deftones                         | Alok                            |                                 |
| Linkin Park                     | Sepultura com part. de Steve Vai | Caked Up                        |                                 |
| Rise Against                    | Coheed & Cambria                 | The Gaslamp Killer              |                                 |
| Hollywood Undead                | Of Mice & Men                    | Felguk                          |                                 |
| 15 de maio de 2015 (sexta)      |                                  |                                 |                                 |
| Palco Principal                 | Palco Mercedes-Benz Evolution    | Palco EDM                       |                                 |
| Taylor Swift                    | Jessie J                         | Heidi Lawden                    |                                 |
| Ed Sheeran                      | Charli XCX                       | Valida                          |                                 |
| Echosmith                       | Tove Lo                          | Jeniluv                         |                                 |
| Ivete Sangalo                   | James Bay                        | Whitney Fierce                  |                                 |
| 16 de maio de 2015 (sábado)     |                                  |                                 |                                 |
| Palco Principal                 | Palco Mercedes-Benz Evolution    | Palco EDM                       |                                 |
| Bruno Mars                      | Joss Stone                       | DJ Vibe                         |                                 |
| John Legend                     | Magic!                           | Lovefingers                     |                                 |
| Empire of the Sun               | Mayer Hawthorne                  | Renato Ratier                   |                                 |
| Big Sean                        | Mikky Ekko                       | Behrouz                         |                                 |